# Liste der denkmalgeschützten Objekte in Zeltweg
Die Liste der denkmalgeschützten Objekte in Zeltweg enthält die 9 denkmalgeschützten, unbeweglichen Objekte der Stadtgemeinde Zeltweg im steirischen Bezirk Murtal.

## Denkmäler
| Foto |                 | Denkmal                                                                                    | Standort                              | Beschreibung | Metadaten |
| ---- | --------------- | ------------------------------------------------------------------------------------------ | ------------------------------------- | --- | --- |
| ja   | Datei hochladen | Schloss Farrach HERIS-ID: 36904 Objekt-ID: 35954                                           | Schloßweg 13 Standort KG: Farrach     | Das Schloss wurde 1340 erstmals urkundlich erwähnt. 1660 kam es in den Besitz der Teuffenbachs, vermutlich wurde damals der heutige mächtige dreigeschoßige Bau unter einem Walmdach errichtet. Die Fassaden sind durch mit Ziegelstücken inkrustinierten Feldern gegliedert. Die beiden Obergeschoße auf der Südseite hatten ursprünglich offene Arkaden, die heute (Stand 1982) vermauert sind. Auf der Südseite befindet sich auch das vortretende Treppenhaus, die Einfahrt wurde nach der Mitte des 18. Jahrhunderts angebaut. Die Kapelle in der Südwestecke des ersten Obergeschoßes zeigt Stuck und stammt aus dem 3. Viertel des 17. Jahrhunderts, der Altar aus derselben Zeit. | BDA-Hist.: Q37972841 Status: Bescheid Stand der BDA-Liste: 2025-06-30 Name: Schloss Farrach GstNr.: .1 Schloss Farrach                                        |
| ja   | Datei hochladen | Schloss Authal HERIS-ID: 37326 Objekt-ID: 36440                                            | Authalerweg 50 Standort KG: Zeltweg   | Hannibal Freiherr von Herberstein erbaute das Schloss ab 1608 als einfachen rechteckigen Block mit Turm vor der Mitte der Ostseite. Nach mehreren Besitzerwechseln kam das Schloss 1726 wieder an die Grafen von Herberstein, die es in die heutige (Stand 1982) Form ausbauten. In der Kapelle im Obergeschoß des Turmes zeigt das Altarblatt die Hl. Familie mit Joachim und Anna, ein Werk von Martino Altomonte aus dem Jahre 1730. | BDA-Hist.: Q21873479 Status: Bescheid Stand der BDA-Liste: 2025-06-30 Name: Schloss Authal GstNr.: .229                                                       |
| ja   | Datei hochladen | Evang. Pfarrkirche A.B., Johanneskirche HERIS-ID: 51989 Objekt-ID: 57843                   | Bahnhofstraße 30 Standort KG: Zeltweg | Der neugotische Ziegelbau stammt aus dem Jahre 1908, die Einrichtung aus derselben Zeit. | BDA-Hist.: Q38048441 Status: § 2a Stand der BDA-Liste: 2025-06-30 Name: Evang. Pfarrkirche A.B., Johanneskirche GstNr.: 158/2 Evangelische Kirche (Zeltweg)   |
| BW   | Datei hochladen | Kasino und Wachhaus Fliegerhorst Hinterstoisser Zeltweg HERIS-ID: 100844 Objekt-ID: 117121 | Fliegerhorst 1 Standort KG: Zeltweg   | Der Fliegerhorst Hinterstoisser wurde 1937 errichtet, aus dieser Zeit stammen auch die beiden Gebäude. | BDA-Hist.: Q37785863 Status: § 2a Stand der BDA-Liste: 2025-06-30 Name: Kasino und Wachhaus Fliegerhorst Hinterstoisser Zeltweg GstNr.: .643, 300, .642       |
| ja   | Datei hochladen | Gemeindeamt HERIS-ID: 77183 Objekt-ID: 90799                                               | Hauptplatz 8 Standort KG: Zeltweg     | | BDA-Hist.: Q38148770 Status: § 2a Stand der BDA-Liste: 2025-06-30 Name: Gemeindeamt GstNr.: .535                                                              |
| ja   | Datei hochladen | Kath. Pfarrkirche Herz Jesu HERIS-ID: 51985 Objekt-ID: 57838                               | Hauptplatz 15 Standort KG: Zeltweg    | Die Kirche wurde 1903/04 von Hans Pascher erbaut, Äußeres und Einrichtung sind neugotisch. Das barocke Taufbecken trägt eine Statue Johannes des Täufers aus dem Ende des 17. Jahrhunderts. Die Kreuzwegreliefs schuf Toni Hafner. | BDA-Hist.: Q20658949 Status: § 2a Stand der BDA-Liste: 2025-06-30 Name: Kath. Pfarrkirche Herz Jesu GstNr.: .172/1 Pfarrkirche Zeltweg                        |
| ja   | Datei hochladen | Werkshotel, sog. Steirer-Schlössl HERIS-ID: 44248 Objekt-ID: 45006                         | Hauptstraße 100 Standort KG: Zeltweg  | Das Werkshotel der Alpine-Montangesellschaft stammt von Victor Forabosco aus dem Jahr 1908. Es entspricht dem Typ des englischen Landhauses und ist leicht secessionistisch beeinflusst. | BDA-Hist.: Q38007783 Status: Bescheid Stand der BDA-Liste: 2025-06-30 Name: Sog. Werkshotel Steirer-Schlössl GstNr.: 333/6                                    |
| ja   | Datei hochladen | ehem. Kino HERIS-ID: 32214 Objekt-ID: 29283seit 2014                                       | Schulgasse 9 Standort KG: Zeltweg     | | BDA-Hist.: Q37946867 Status: Bescheid Stand der BDA-Liste: 2025-06-30 Name: ehem. Kino GstNr.: .534 Kinotheater Zeltweg                                       |
| ja   | Datei hochladen | Ehem. „Gichtturm“ der Hugo-Hütte, heute Wasserturm HERIS-ID: 12581 Objekt-ID: 8728         | Bundesstraße 15 Standort KG: Zeltweg  | 1874 als Gichtturm für zwei Hochöfen in Betrieb genommen, ab 1901 umgebaut zu einem Wasserturm, der zunächst das Walzwerk, später die nahegelegenen Wohnhäuser mit Wasser versorgte. In den 2010ern Umbau zu Café und Bar, wobei die Skybar im obersten Stockwerk neu eingebaut wurde, durch Architekt Titus Pernthaler. Anmerkung: | BDA-Hist.: Q38133669 Status: Bescheid Stand der BDA-Liste: 2025-06-30 Name: Ehem. „Gichtturm“ der Hugo-Hütte, heute Wasserturm GstNr.: .329 Gichtturm Zeltweg |